# Desastre ecológico
Um desastre ambiental ou desastre ecológico é definido como um evento catastrófico em relação ao ambiente natural que é devido à atividade humana. Este ponto distingue os desastres ambientais de outros distúrbios, como desastres naturais e atos de guerra intencionais, como bombardeios nucleares.
Desastres ambientais mostram como o impacto da alteração da terra pelo homem levou a consequências generalizadas e/ou duradouras. Esses desastres incluíram mortes de animais selvagens, humanos e plantas, ou graves perturbações da vida ou saúde humana, possivelmente exigindo migração.

## Casos notórios
- Explosão em Seveso (1976)[4]
- Vazamento em Bhopal (1984)[4]
- Desastre de Chernobyl (1986)[4]
- Liberação de óleo pelo Exxon Valdez (1989)[4]
- Derramamento de óleo da Deepwater Horizon (2010)[4]
- Rompimento de barragem em Mariana (2015)[4]